# Miodrag Todorčević
Miodrag Todorčević (en serbio: Миодраг Тодорчевић; Belgrado, 10 de noviembre de 1940) es un Gran Maestro Internacional de ajedrez francés de origen serbio y, desde el 2003, deportivamente representa a España.
Es el número 42 de España, en la lista de enero de 2008 de la FIDE, con un ELO de 2448.

## Resultados destacados en competición
Todorčević ganó en 5 ocasiones del Campeonato de París de ajedrez.
Fue, en 1975 el ganador del Campeonato de Francia de ajedrez con 11 puntos de 11 partidas.

## Libros publicados
Ha escrito el libro Compendio de ajedrez. Lecciones fundamentales de ayuda al monitor, editorial La casa del ajedrez, ISBN 84 934786 7 9, Madrid, año 2006.